# Moonlighter
Moonlighter é um jogo indie de RPG desenvolvido pelo estúdio indie espanhol Digital Sun e lançado para Microsoft Windows, macOS, Linux, PlayStation 4 e Xbox One em 29 de maio de 2018. Uma versão do Nintendo Switch foi lançada em 5 de novembro de 2018.

## Jogabilidade
Moonlighter faz com que o jogador administre sua loja durante o dia e vá explorar à noite. A manutenção da loja envolve o gerenciamento de mercadorias e o recebimento de dinheiro, que o jogador pode investir para melhorar a cidade e adicionar serviços como criador de poções e ferreiro. Essas melhorias na cidade permitem que o jogador crie armas, armaduras e poções de saúde, contrate um trabalhador de meio período para vender coisas durante o dia, além de melhorar o equipamento dos personagens. À noite, o jogador pode explorar masmorras e enfrentar hordas de inimigos, que deixam cair itens valiosos após a derrota; os mesmos também podem ser encontrados nos baús quando o jogador limpa uma sala.

## Recepção
Moonlighter recebeu "geralmente favorável", de acordo com o agregador Metacritic. Ganhou o prêmio de "Melhor Jogo Indie" da GDC 2018, e foi nomeado para "Jogo Indie Favorito dos Fãs" e "Jogo de RPG Favorito dos Fãs" no Gamers '. Choice Awards, e pelo "Jogo mais financiado pela comunidade" no SXSW Gaming Awards. No entanto, foi classificado como o quinto jogo mais agradável de 2018 por Ben "Yahtzee" Croshaw, da Zero Punctuation, que o chamou de "um rastreador de masmorra de pixel art dolorosamente genérico, cuja única ideia de jogo tinha toda a profundidade de um documentário sobre crimes da Netflix".